# C16orf82
C16orf82 (англ. Chromosome 16 open reading frame 82) – білок, який кодується однойменним геном, розташованим у людей на 16-й хромосомі. Довжина поліпептидного ланцюга білка становить 217 амінокислот, а молекулярна маса — 23 111.
| 10         |  | 20         |  | 30         |  | 40         |  | 50         |
| ---------- |  | ---------- |  | ---------- |  | ---------- |  | ---------- |
| MSLVPGQHCS |  | PSHTRLHLTS |  | PITMGTEPAT |  | QNTEFSKGSL |  | IYGVTSPQRG |
| HSQHSEASQG |  | PLSLDKPLQL |  | PPIFLEGEKG |  | ESSVQNEQEG |  | EPSLQSPSLE |
| LQSPAWPRHA |  | GVAQEPLKVS |  | SSYLSDTQSS |  | ESHVSSVQHP |  | RPEEGSHASL |
| SSGYAGDKEG |  | SDISLVGSHR |  | RVRLNRRLNT |  | QAASNQTSQL |  | GSIDPPSSLK |
| SRLTGPAHST |  | KQTGGKE    |  |            |  |            |  |            |

A: Аланін

C: Цистеїн

D: Аспарагінова кислота

E: Глутамінова кислота

F: Фенілаланін

G: Гліцин

H: Гістидин

I: Ізолейцин

K: Лізин

L: Лейцин

M: Метіонін

N: Аспарагін

P: Пролін

Q: Глутамін

R: Аргінін

S: Серин

T: Треонін

V: Валін

W: Триптофан